# І-153
І-153 «Чайка»  — радянський поршневий винищувач 1930—1940-х років.
Створений в КБ Полікарпова у 1938 році. Є безпосереднім розвитком (третя версія,— що і виражено в назві) літака І-15. Основна відмінність — колеса, що прибираються (лижі). Крім цього, багато в конструкції було переглянуто. Введена бронеспинка. Вважався[ким?] найдосконалішим серійним винищувачем подібної схеми.
Перше бойове хрещення — в Монголії під час боїв із японцями за Халхин-Гол, але вже тоді зазнавав великих втрат і міг застосовуватись лише сумісно з І-16. Використовувався в Китаї та в Радянсько-фінській війні (1939—1940). До початку Німецько-радянської війни остаточно застарів і не міг навіть наздогнати деякі модифікації Junkers Ju 88 та Дорньє[джерело?], не кажучи вже про Messerschmitt Bf 109, зважаючи на низьку швидкість. Проте на початку війни використовувався як винищувач, у тому числі в ППО при обороні Москви, а також як легкий штурмовик.

## Конструкція
- Аеродинамічна схема — півтораплан.
- Верхнє крило виконано за схемою «чайка»
- Шасі, що прибираються
- Додаткове оснащення:
  - підвісні баки
  - реактивні снаряди РС-82
  - бомби
  - ВАП[що?]

## Модифікації
- І-153 — М-25В — перші серійні екземпляри
- І-153П — М-62 — як попередній, але замість 4-х БС 2 ШВАК — синхронні. Випускався серійно (побудовано 8 машин).
- І-153В — М-62 — висотний із герметичною кабіною (зварний) А. Я. Щербакова.
- И-153В — М-63 ТК.ГК. — 2 турбокомпресори ТК-3 та м'якою кабіною.

## Відомі льотчики, які воювали на І-153
- Бондаренко Михайло Захарович — двічі Герой Радянського Союзу;
- Речкалов Григорій Андрійович — двічі Герой Радянського Союзу;
- Авдеєв Олександр Федорович — Герой Радянського Союзу;
- Антонов Яків Іванович — Герой Радянського Союзу.
- Панов Дмитро Пантелійович

### Споріднені розробки
- І-15
- І-15 біс
- І-190

### Аналоги
- Avia B-534
- Fiat CR.32
- Fiat CR.42
- Gloster Gladiator
- Grumman F3F
- Heinkel He 51

### Списки
- Список літаків
- Список літаків Другої світової війни